# Oceanul Tethys
Oceanul Tethys (sau Marea Tethys) a fost un ocean în era Mezozoică care a existat între Gondwana și Laurasia înaintea apariției Oceanului Indian.

## Istoria conceptului
În 1893 folosind date de fosile găsite in Alpi, Africa și Himalaya, geologul Eduard Suess a dedus existența unei mări interioare între continentele primitive Laurasia și Gondwana. Fosilele găsite în zone montane erau creaturi marine, pentru care ar fi fost nevoie să existe o mare masă de apă, omul de știință botezând marea cu numele de Marea de Tethys, făcând aluzie la zeița greacă a mării.
Mai târziu teoria plăcilor tectonice a respins majoritatea concluziilor lui Suess. Totuși, a admis existența unei mari cantități de apa, într-o epocă mult mai timpurie decât a calculat cercetătorul, dar ocupând aceeași zonă.

## Evoluția paleogeografică
Acum 250 milioane de ani, spre sfârșitul erei permiene, un nou ocean a început să se formeze în extremul sud din alt ocean anterior numit Paleo-Tethys. O altă falie s-a format în partea de nord a plăcii Cimeria, în sudul continentului Pangeea. În decursul a 60 milioane de ani, această placă s-a deplasat spre nord, împingând solul oceanului Paleo-Tethys pe sub suprafața extremului estic al continentului Pangaea (Laurasia). Rezultatul a fost formarea Oceanului Tethys în locul în care îl ocupă antecesorul său, Paleo-Tethys.
În timpul Jurasicului, acum 150 milioane de ani, Cimeria, s-a ciocnit cu Laurasia. Ca rezultat, solul oceanului s-a încovoiat sub această a două placă (proces de subducție) formând fosa Tethys. În același timp nivelul apei a urcat, acoperind Europa cu mări puțin profunde. În acea epocă s-a produs și diviziunea celor două mase de pământ care formau Pangeea, Laurasia și Gondwana, formându-se Oceanul Atlantic.
Acum 100 milioane de ani, Gondwana a început să se rupă, împingând Africa și India spre nord, prin Tethys. Acesta a existat până acum 15 milioane de ani.
Oceanul Indian, Marea Mediterană, Marea Neagră, Marea Caspică și Marea Aral sunt vestigii ale acestei mări.

## Oceanul Tethys Occidental
Limita occidentală a Oceanului Tethys este numită Marea Tethys, Oceanul Tethys Occidental sau Oceanul Tethys Alpin, având vestigii ca mările: Caspică, Aral și Neagră. Acesta nu era un ocean deschis, era acoperit de o mulțime de mici plăci tectonice, arcuri de insule caracteristice cretacicului și microcontinente.
În această zonă existau mici văi oceanice (Oceanul Valais, Oceanul Piamonte-Liguria...), separate una de alta cu terenuri continentale situate deasupra plăcii Alboran sau a plăcii Iberia. Urcarea nivelului mării în mezozoic a inundat respectivele terenuri, formând mări puțin profunde.

## Marea Tethys în alte perioade
Pe măsură ce teoria derivei continentale a fost dezvoltată și îmbunătățită, s-a extins numele Tethys și la alte oceane care l-au precedat. Paleo-Tethys, menționat mai sus, a existat în silurian, acum 440 milioane de ani, până în Jurasic. Apoi a fost precedat de Oceanul Proto-Tethys, format acum 600 milioane de ani.